# Goldener Steig
Goldener Steig, auch Guldene Straß oder Goldener Pfad (tschechisch: Zlatá stezka) bezeichnet einen oder mehrere aus Saumpfaden entstandene Handelswege, die im Mittelalter Böhmen mit der Donau verbanden. Dabei mussten auf dem Weg nach Passau der Mittelgebirgszug des Böhmerwaldes bzw.  unteren Bayerischen Waldes und auf dem Weg nach Linz der Mittelgebirgszug des Böhmerwaldes überquert werden. Konkurrenzwege im oberen Bayerischen Wald waren der Baierweg und der Böhmweg.

## Geschichte
Eine indirekte Ersterwähnung befindet sich in einer Urkunde aus dem Jahr 1010. Eine aus dem Jahr 1088 datierte, allerdings gefälschte, Urkunde des Stiftes Vyšehrad bei Prag erwähnt einen Handelsweg von Prachatice nach Passau, der heute unter dem Namen „Goldener Steig“ bekannt ist.
Auf dem Goldenen Steig wurden zunächst durch so genannte Säumer mit ihren Saumtieren, später mit Pferd und Wagen Salz (aus Reichenhall, ab ca. 1200 aus Hallein bei Salzburg und Schellenberg bei Berchtesgaden) und andere Handelswaren von den Häfen der Donau in Linz, Passau oder Vilshofen nach Norden ins Böhmische gebracht. Die Rückfracht bestand überwiegend aus Korn aus Böhmen.
Im frühen Mittelalter war die Saline in Reichenhall die leistungsfähigste im Ostalpenraum. Es wird angenommen, dass das für Böhmen bestimmte Reichenhaller Salz ursprünglich auf dem Wasserweg über Salzach und Inn nach Passau und weiter donauabwärts nach Linz transportiert wurde. Von dort ging es über die alte Handelsstraße nach Krumau und Budweis.
Nach den kriegerischen Einfällen der Ungarn in den damaligen Osten des Herzogtums Baiern (alte Schreibweise; „Bayern“ mit Y wurde erst im 19. Jahrhundert verwendet) im 10. Jahrhundert suchte man einen weniger gefährlichen Weg direkt von Passau nach Prachatitz in Böhmen.
Dieser wurde 1010 mittelbar urkundlich erwähnt und später ab dem 16. Jahrhundert „Goldener Steig“ genannt. Im späteren Mittelalter ab etwa 1198 übernahm die Saline Hallein die Marktführerschaft in der Salzproduktion. Die wichtigsten Vertriebswege nach Böhmen verliefen über den Goldenen Steig und die Handelsstraße Linz–Freistadt–Budweis.
Im Jahr 1312 wurde der Winterberger Weg, der vor Waldkirchen vom Steig nach Prachatitz abzweigte, das erste Mal urkundlich erwähnt. Vor 1356 wurde dann noch eine Abzweigung nach Bergreichenstein, wo eine reichhaltige Goldmine gelegen war, angelegt, so dass der Goldene Steig von da an aus drei Strängen bestand.
Seine Blütezeit erlebte der Goldene Steig im 16. Jahrhundert, nachdem er seit dem ausgehenden 14. Jahrhundert zum internationalen Handelsweg geworden war.
Im Jahre 1526 begann die Herrschaft der Habsburger in Böhmen. Mit der drastischen Erhöhung der Einfuhrzölle versuchten sie, das Halleiner Salz vom böhmischen Markt zu verdrängen. Böhmen sollte allein von den habsburgischen Salinen im Salzkammergut mit Salz versorgt werden. Dieses wurde über die Traun nach Linz und weiter über die Freistädter Route nach Budweis transportiert. Das 1706 erlassene Verbot der Einfuhr von Salz aus Passau und Bayern aus der Herrschaft der Wittelsbacher und der Hoheit der Salzburger Erzbischöfe bedeutete das Ende für den Goldenen Steig. Er verlor immer weiter an Bedeutung, lediglich der Weg nach Winterberg wurde im 18. Jahrhundert zur Fahrstraße ausgebaut.

## Routen

### Linz
Die später wichtigste Route des Goldenen Steigs mit den wenigsten Steigungen war der Linzer Steig von Linz (Oberösterreich) über Freistadt oder zum Moldauknie bei Vyšší Brod (Hohenfurth). Entlang der Route über Freistadt wurde ab 1827 von Linz nach České Budějovice (Budweis) die erste Eisenbahnlinie des europäischen Kontinents gebaut, die Pferdeeisenbahn Linz–Budweis. Ab 1873 mussten für die Umstellung auf Dampflokomotiven große Teile als Bahnstrecken Linz–Gaisbach-Wartberg und St. Valentin–České Budějovice (Summerauer Bahn) neu trassiert werden. Seit den 1990er Jahren gibt es einen Wanderweg, der Teile der ursprünglichen Bahntrasse benutzt und auch andernorts an historischen Brücken und anderen Hinterlassenschaften der Pferdebahn vorbeikommt.

### Passau

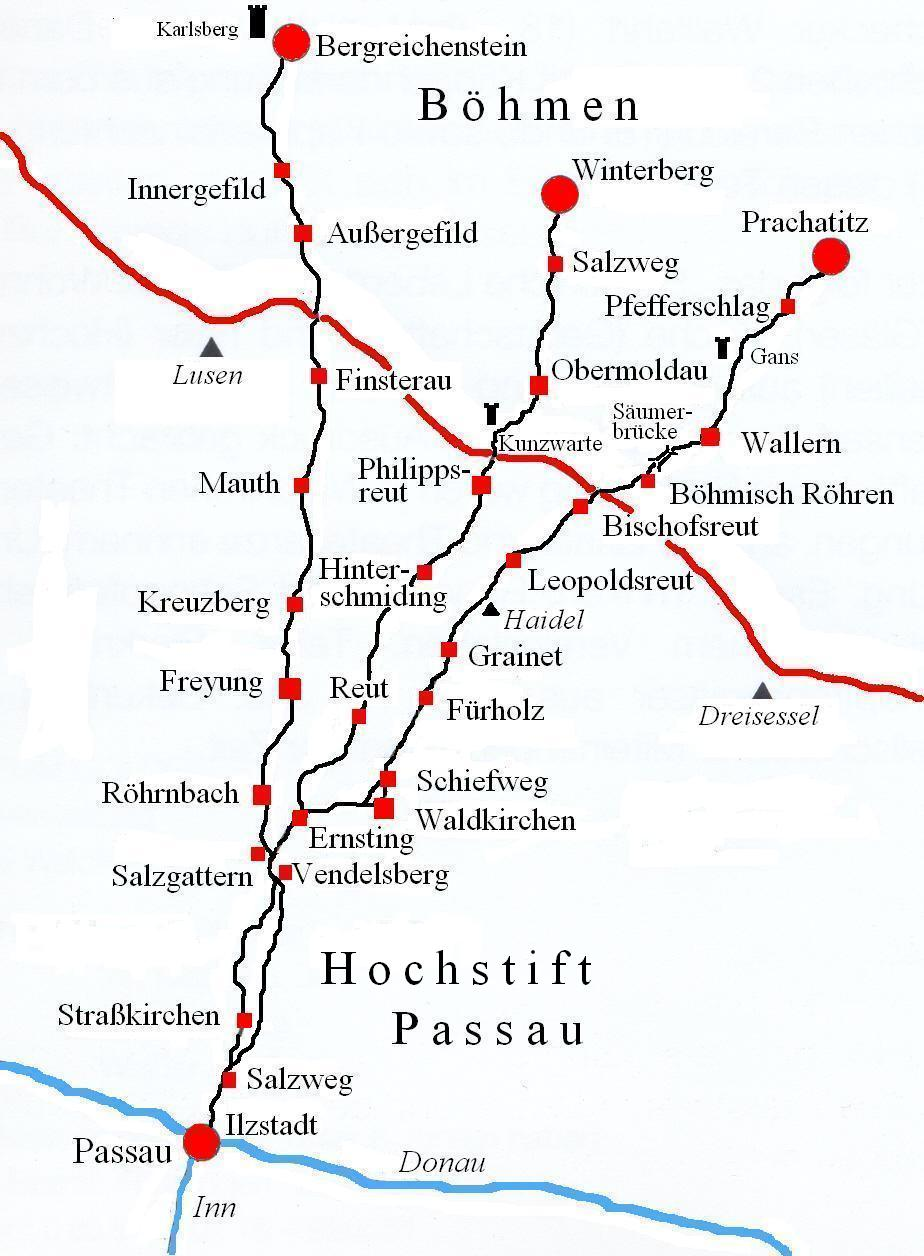
Goldener Steig – Handelswege von Passau nach Böhmen

Aus dem ehemaligen Hochstift Passau führten drei Steige ins Böhmische, über die Jahrhunderte entstanden auch Verbindungswege zwischen den einzelnen Steigen.

#### Prachatitzer Steig
Der untere Goldene Steig oder auch der Prachatitzer Weg ist die älteste Route und führt ab der Bruckmühle bei Röhrnbach über Waldkirchen, Schiefweg, Böhmzwiesel, Fürholz, Grainet und Bischofsreut zur Landesgrenze. Auf tschechischer Seite findet er als gelb markierter Goldener Salzsteig seine Fortsetzung über Böhmisch Röhren (České Žleby), Säumerbrücke und Wallern (Volary) nach Prachatitz (Prachatice). Waldkirchen war eine Tagesreise von Passau entfernt und dort musste das Salz niedergelegt werden, das heißt, die Säumer mussten dort übernachten. Aufgrund der Bedeutung von Waldkirchen wurde der Ort durch den Passauer Fürstbischof mit einer Ringmauer versehen. Teile davon sind heute noch zu sehen.

#### Winterberger Steig
Der mittlere Goldene Steig oder auch der Winterberger Steig; der ehemalige Nebenweg, der zwischen Deching und Ernsting vor Röhrnbach den Prachatitzer Weg verließ, verläuft über Hauzenberg, Wotzmannsreut, Reut, Promau, Winkelbrunn, Hinterschmiding und Herzogsreut bis nach Philippsreut zur Landesgrenze. Hinterschmiding war Mautstation, Schmiede und letzte Station auf Passauer Gebiet, die nächste Station in Böhmen war Obermoldau als letzte Station vor dem Ziel, der mittelalterlichen Stadt Winterberg (tschechisch: Vimperk).

#### Bergreichensteiner Steig
Der obere Goldene Steig oder auch der Bergreichensteiner Weg; der ehemalige Nebenweg, der bei Vendelsberg und Salzgattern den Prachatitzer Weg verließ und über Bruckmühl, Röhrnbach, Rumpenstadl, Harsdorf, Solla, Freyung, Kreuzberg und Mauth bis zum Grenzübergang Finsterau-Buchwald (Bučina) führte. Über das Gefilde (Aussergefild (Kvilda) und Innergefild (Horská Kvilda)) ging es weiter in das durch den Goldbergbau bedeutende Bergreichenstein.

### Gulden Stras

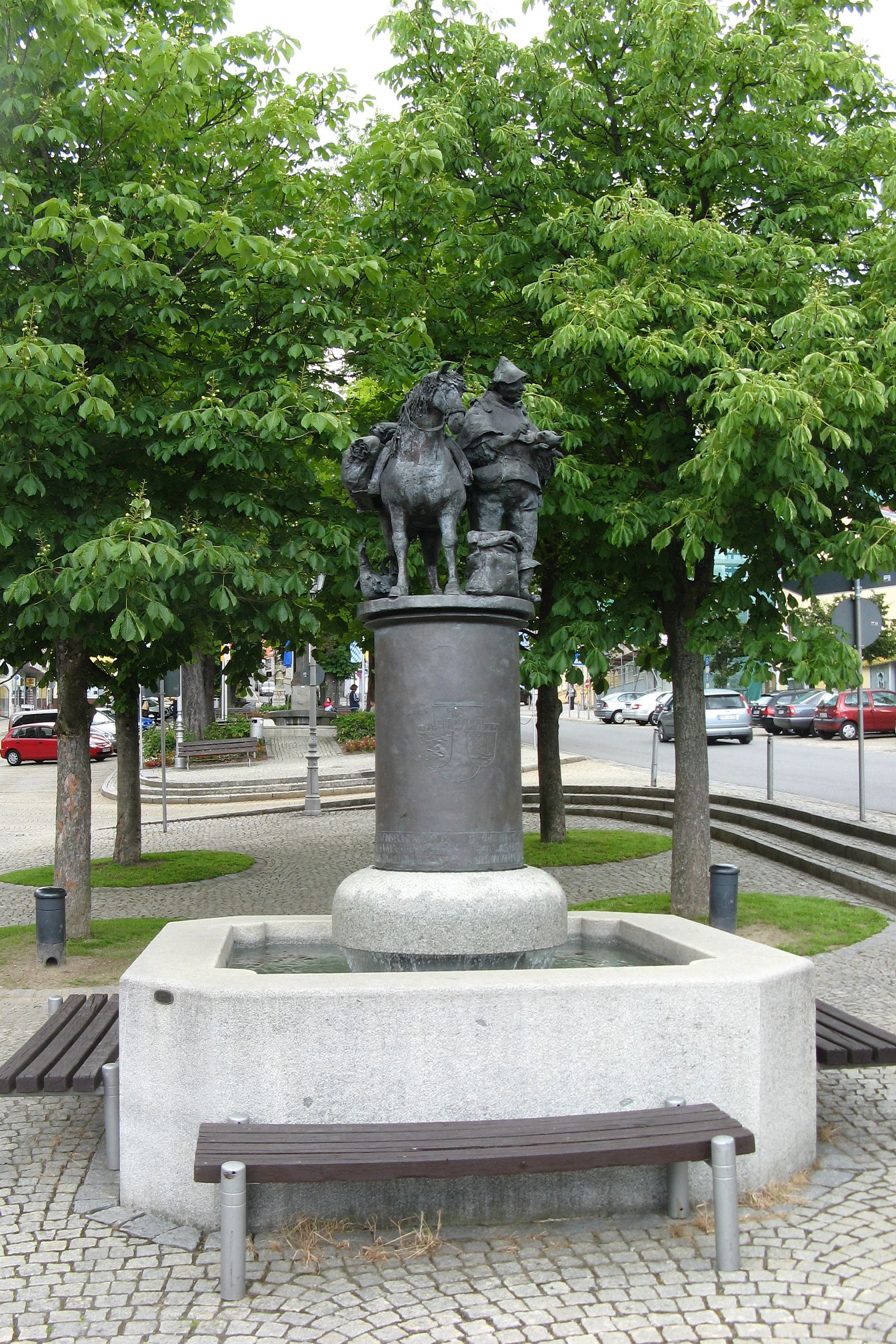
Brunnen in Grafenau, zur Erinnerung an die Bedeutung des Fernhandels

Aus dem Herzogtum Baiern führte seit dem 14. Jahrhundert der ehemalige Konkurrenzweg, die Gulden Stras (manchmal auch Butterstraß genannt) vom damals bayerischen Schärding, wo die Schiffe aus den bayerischen Salinen abluden, bzw. von Vilshofen aus nach Bergreichenstein (tschechisch Kašperské Hory). Dieser führte von Vilshofen, wo die Donau überquert wurde, über Albersdorf, Reitern, Garham nach Eging am See, von dort über Kneisting, Schlinding, Gingharting und Entschenreuth nach Hals, unweit der die Straße sichernden Saldenburg. Von dort führte der Weg weiter über Gumpenreit, Eberhardsreuth und Gehmannsberg in die Stadt Grafenau, die der Lage an diesem Handelsweg ihr im Jahre 1376 erlangtes Stadtrecht verdankte. Von dort ging es nach Draxlschlag unweit des Klosters St. Oswald. Hier begann der Aufstieg zum Lusen vorbei an Guglöd nach Waldhäuser, wo unterhalb des Gipfels bei den blauen Säulen die Grenze nach Böhmen überschritten wurde. Hier bestand ein Hochgericht. Zu diesem Zwecke wurde hier sowohl auf bayerischer als auch auf böhmischer Seite ein Galgen zur Vollstreckung von Todesurteilen errichtet.
Von dort ging es über Mader (Modrava) und Innergefild (Horská Kvilda) nach Bergreichenstein.
Zu Beginn der Neuzeit scheint der Steig verödet und verfallen zu sein, wohl durch den drastischen Rückgang des Verkehrs aufgrund von Grenzstreitigkeiten und Hussitenstürmen. Um 1560 richteten daraufhin die Bürgermeister von Vilshofen und Grafenau ein Gesuch an Herzog Albrecht V. von Baiern, die alte Straße wiederherzustellen. Die Verhandlungen waren zäh. Und erst 1591 erhielt Vilshofen eine erste Brücke über die Donau. Als in der Mitte des 16. Jahrhunderts der Salztransport immer mehr von den Hauptwegen des Goldenen Steiges auf die Nebensteige abgelenkt wurde und 1568 der Herzog von Baiern beim alten Augustinerstift St. Nikola vor den Toren Passaus einen eigenen Salzstadel errichtete, um das Hochstift Passau zu umgehen, kam es zu Konflikten mit Passau. Durch einen geheimen Vertrag mit dem Salzburger Erzbischof erhielt Herzog Wilhelm V. von Baiern 1594 das Handelsmonopol für Salz aus Hallein und verdoppelte hierauf nach und nach die Preise für Salz, das er in großen Mengen auf der Gulden Straß nach Böhmen transportierte. Die Passauer versuchten sich vor dem Reichskammergericht dagegen zu wehren und nahmen auch allen durchs Abteiland ziehenden Säumern das bayerische Salz mitsamt Pferden ab. Letztlich einigte man sich am 27. Oktober 1608 mit dem Münchner Vertrag dahingehend, dass Bayern nun zu einem festen Preis das Salz an Passau lieferte, während Passau garantierte, nur von Bayern zu kaufen. Die Gulden Straß musste aufgegeben werden und wurde so eine für Salzsäumer „verbottne Straß“.

## Säumer in der heutigen Zeit

### Säumerfeste
In der Stadt Grafenau und in der Gemeinde Grainet erinnern jährliche Säumerfeste an den früheren Handel. In Grafenau werden teilweise Säumerzüge über den gesamten Weg in die Partnerstädte Schärding in Österreich und Kašperské Hory (Bergreichenstein) in Tschechien nachgestellt. Die Graineter und Prachatitzer Säumer (Säumerverein Grainet) führen ebenfalls jährlich Säumerzüge von Passau nach Prachatitz durch.

### Städtepartnerschaften
Nach dem Fall des Eisernen Vorhangs bildeten sich zwischen vielen der durch diese Handelswege verbundenen Städte neue Städtepartnerschaften heraus, so Freyung mit Vimperk, Waldkirchen und Grainet mit Prachatice, Waldkirchen mit Volary, Grafenau mit Kašperské Hory, Freistadt mit Kaplice oder Passau mit České Budějovice.

### Straßenverläufe
Die alten Handelswege trugen sehr zur Erschließung dieser ländlichen Gegend bei und sind noch heute an einzelnen Straßenverläufen erkennbar. Dabei ist die wichtigste verbliebene Verbindung die heutige deutsche B 12 bzw. die angrenzende tschechische Silnice I/4, welche aus dem Weg von Passau nach Winterberg entstand.

### Wanderwege
Die verschiedenen Wege des Goldenen Steiges sind als Wanderwege ausgeschildert. Hierbei wurde nicht immer auf den historischen Verlauf geachtet. Zwischen Grafenau und Waldhäuser ist die Gulden Strass als Wanderweg ausgeschildert. Eine Grenzüberschreitung am ehemaligen Grenzübergang „An den blauen Säulen“ unterhalb des Lusen ist aus Naturschutzgründen nicht möglich. Die Gemeinden beiderseits der Grenze bemühen sich um eine Wiedereröffnung dieses Weges. Diese kam bis auf wenige Ausnahmen, wie im Jahre 2006 nicht zustande, wegen der befürchteten Beeinflussung der örtlichen Auerhahnpopulation.
Drei, auf ehemals passauischem Gebiet seit 1982 ausgewiesene, Themenwanderwege beginnen an der Bruckmühle bei Röhrnbach. Ursprünglich zweigten die zwei Nebensteige an anderen Orten in der Nähe vom Hauptsteig ab. 2010 wurden die Markierungen der Themenwanderwege im Zuge des Jubiläums 1000 Jahre Goldener Steig erneuert. Auf tschechischer Seite finden die Themenwanderwege ihre Fortsetzung bis in die jeweiligen Zielorte mit gelber Markierung.

## Museum „Goldener Steig“
Das Museum „Goldener Steig“ in Waldkirchen zeigt in fünf Teilbereichen die Bedeutung dieses Handelsweges als wirtschaftliche und kulturelle Verbindung zwischen beiden Regionen.

## Film
- Salz. Der Weg des weißen Goldes. 1000 Jahre goldener Steig. Dokumentarfilm, Deutschland, 2010, 60 Min., Kamera: Josef Sinzinger, Redaktion: Günther Rauch, Produktion: Heimat-Fernsehen 1, Sinzinger Film, Film-Daten von ARD.